# Eremorhax magnellus
Eremorhax magnellus är en spindeldjursart som först beskrevs av Brookhart och Muma 1987.  Eremorhax magnellus ingår i släktet Eremorhax och familjen Eremobatidae. Inga underarter finns listade i Catalogue of Life.